# 村上給食
村上給食株式会社（むらかみきゅうしょく）とは、大阪府東大阪市にある食品関連企業。昭和化工の100%子会社。
本項では、昭和化工の子会社である新社と、2021年5月まで事業を行い、後にMQ整理株式会社へ商号変更された旧社の両方に関して記述する。

## 概要
1965年5月に創業し、1978年3月に法人へ改組。大阪府、兵庫県、京都府、奈良県を営業エリアとして、一般企業を対象とした配送用弁当の製造や仕出し弁当の製造・販売・回収なども手掛けている。
旧社は、得意先が増加した2003年8月期には約76億3000万円の売上があり、一時期は約13000社の得意先を抱え、1日約8万食を販売していた。その後も産業給食「かなえ」や中学校給食弁当、幼稚園給食「童」などを展開。一般企業や小学校の調理場に人員を派遣し、給食や昼食を製造する食堂受託事業も行い、2007年8月期は75億8237万円の売上があった。
しかし、リーマン・ショック以降は、同業他社との競争やコンビニ弁当の台頭などにより業績が悪化。食材の仕入れ原価の高騰や配送コストの増加が追い打ちをかけ、2009年8月期は債務超過に転落した。このため旧社は、中小企業再生支援協議会の支援のもとで金融債務のリスケジュールを要請したり、不採算部門の見直しを進めるなかで豊中工場の閉鎖や奈良工場の売却などを実施した他、給食ラインアップのリニューアルや新商品展開を行いながら経営再建を図ろうとしたが、2019年7月以降は学校給食の受注がなくなったことで業績がさらに悪化し、2019年8月期の売上は約29億円にまで落ち込んだ。
新型コロナウイルスの感染拡大の影響により、企業向け弁当の受注が減少したことから、旧社の業績はさらに悪化。このため旧社は、大阪府吹田市に本社がある昭和化工を支援スポンサーに選定。昭和化工は2021年2月に受け皿会社となる村上給食準備株式会社（以下新社）を設立。新社は同年6月1日付で旧社から全事業を譲受したと同時に、商号を村上給食株式会社（新社）へ変更した。
旧社は事業譲渡当日にMQ整理株式会社へ商号変更。MQ整理は2021年11月1日に解散を決議。2022年1月25日に大阪地方裁判所へ特別清算を申請し、翌1月26日に株式会社おさんどん、株式会社ジュンコーポレーション、株式会社餐の3社と共に特別清算開始決定を受けた。MQ整理の負債総額は31億5000万円。MQ整理は2022年4月20日に法人格が消滅した。

## 沿革

### 旧：村上給食→MQ整理
- 1965年(昭和40年)東大阪市高井田にて美佳給食として開業。
- 1978年(昭和53年) 
  - 3月 村上給食株式会社に社名変更。
  - 7月 東大阪市七軒家に本社工場開設。
- 1981年(昭和56年) 同市高井田本通5丁目に高井田工場開設。
- 1984年(昭和59年)3月 大阪市淀川区に淀川工場開設。
- 1995年(平成7年)6月 神戸市兵庫区に神戸工場開設。
- 1997年(平成9年)1月 姫路市飾磨区に姫路営業所開設。
- 1999年(平成11年) 
  - 10月 東大阪市川俣1丁目に川俣工場開設。
  - 和幸総菜株式会社設立。
- 2000年(平成12年)8月 加古郡稲美町にて播磨営業所開設。
- 2001年(平成13年)10月 天理市南六条町に奈良営業所開設。
- 2002年(平成14年)
  - 1月 東大阪市稲田新町3丁目にて本社工場を新設。
  - 京都市南区にて京都営業所開設。
- 2003年(平成15年)2月 草津市追分町に近江営業所開設。
- 2004年(平成16年)5月 天理市南六条町に奈良工場操業。
- 2009年(平成19年)
  - 9月淀川工場を淀川営業所に変更。
  - 11月大津市中野に近江営業所を移転。
- 2010年(平成20年)11月 京都市伏見区に京都営業所を移転。
- 2011年(平成21年)11月 神戸工場を神戸営業所に変更。
- 2021年（令和3年）
  - 6月1日 - 昭和化工が設立した村上給食株式会社（新社）へ事業を譲渡して事業停止。同時に商号をMQ整理株式会社へ変更。
  - 11月1日 - 株主総会で解散を決議。
- 2022年（令和4年）
  - 1月26日 - 大阪地方裁判所から特別清算開始決定を受ける。
  - 4月20日 - 法人格消滅。

### 新：村上給食
- 2021年（令和3年）
  - 2月 - 昭和化工の子会社として、村上給食準備株式会社として設立。
  - 6月1日 - 村上給食株式会社（旧社）から事業を譲受。同時に商号を村上給食株式会社（新社）へ変更。